# Coelogyne nervosa
Coelogyne nervosa là một loài thực vật có hoa trong họ Lan. Loài này được A.Rich. mô tả khoa học đầu tiên năm 1841.

## Hình ảnh

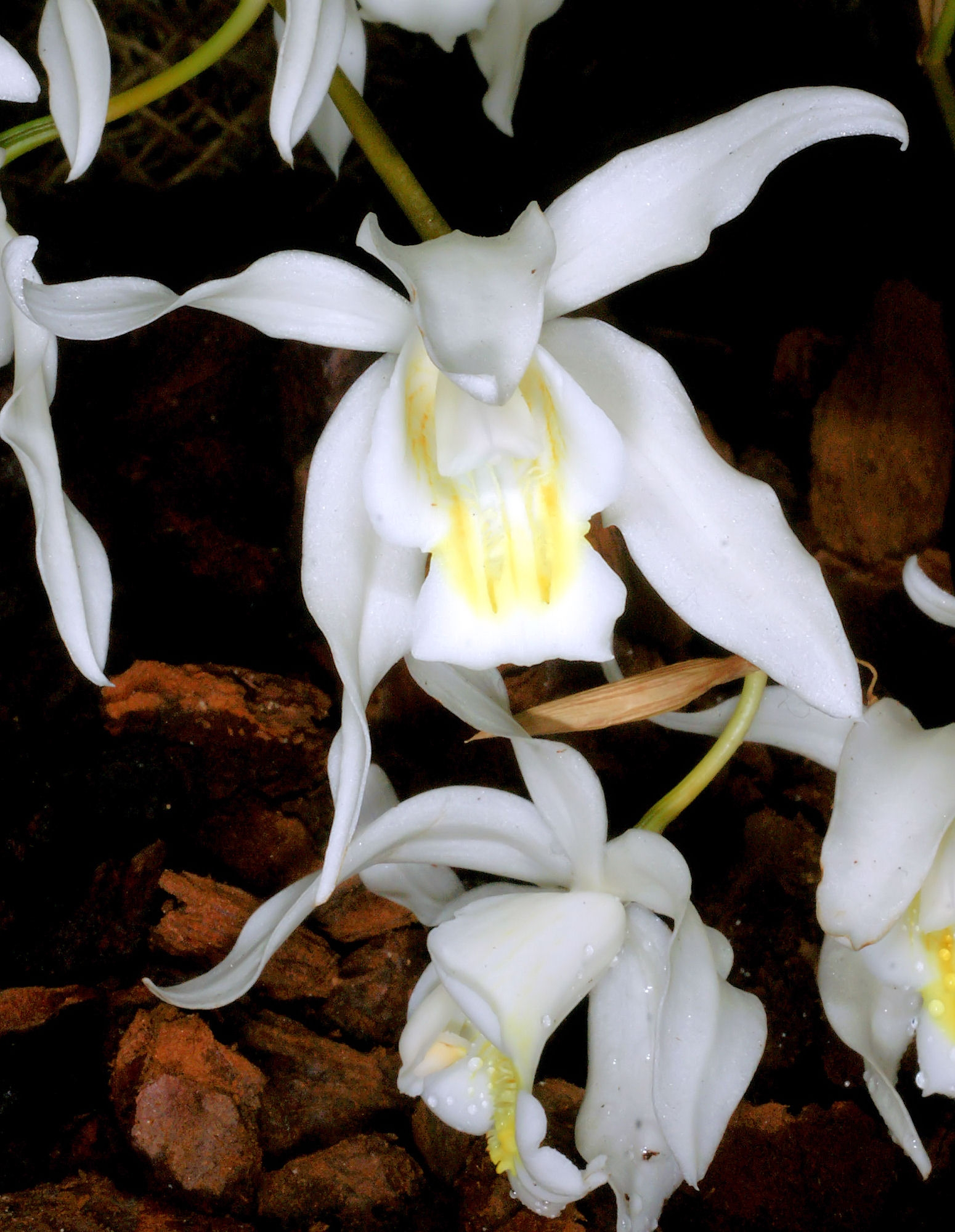